# Kerry Wood

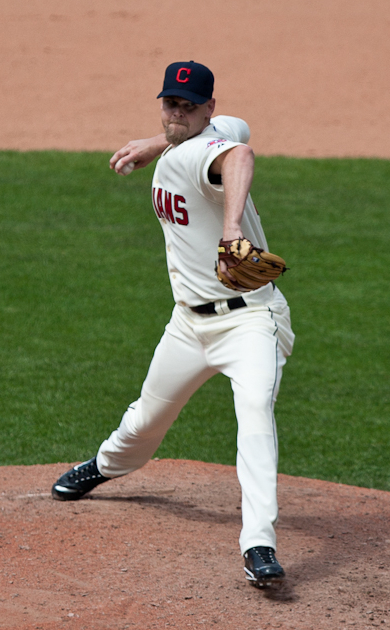
Wood lanzando para los Indios de Cleveland en 2010

Kerry Lee Wood (nacido el 16 de junio de 1977) es un ex lanzador de béisbol estadounidense que jugó 14 temporadas en Grandes Ligas (MLB) para los Chicago Cubs, los Indios de Cleveland y los Yankees de Nueva York. Wood llegó a la fama cuando era un novato de 20 años cuando registró 20 ponches en un one-hit shutout contra los Houston Astros, lo que algunos han argumentado que puede ser la mejor actuación de lanzamiento de un solo juego en la historia de la MLB. El juego también hizo de Wood el copropietario del récord de Grandes Ligas para ponches en un solo juego (20), y le dio a Wood el apodo de Kid K. Más tarde fue nombrado el Novato del Año de la Liga Nacional de 1998. Wood continuaría registrando más de 200 ponches en cuatro de sus primeras cinco temporadas, con un máximo de 266 en 2003, y tiene varios récords de ponches en las Grandes Ligas.
A pesar de que luchó con lesiones a lo largo de su carrera, Wood fue nombrado dos veces un All-Star. Wood hizo la transición a un lanzador de relevo en 2007 debido a las continuas dificultades con las lesiones, lo que finalmente revivió su carrera como cerrador. Durante su carrera, Wood fue colocado en la lista de lesionados 14 veces en 14 temporadas de Grandes Ligas, lo que incluyó perder toda la temporada de 1999 debido a la cirugía de Tommy John. Después de un comienzo lento de la temporada 2012, Wood se retiró el 18 de mayo de 2012.

## Primeros años
Wood asistió a MacArthur High School en Irving, Texas, durante sus primeras tres temporadas de béisbol en la preparatoria. Continuó su educación en Grand Prairie High School para su última temporada como jugador de high school. Inicialmente se comprometió a jugar béisbol universitario en McLennan Community College en Waco.

## Carrera profesional

### Chicago Cubs

#### 1995–1997
Los Cachorros de Chicago seleccionaron a Wood como la cuarta selección general en el Draft Amateur de 1995. Pasó tres años jugando en las ligas menores. Su mejor temporada en los Menores llegó en 1996, cuando registró un récord de 10-2 para los Cachorros de Daytona. También jugó para los Triple-A Iowa Cubs. En 1997, lideró a todos los lanzadores de ligas menores en bases por bolas, con 131.

#### 1998
Wood hizo su primera aparición en las Grandes Ligas el 12 de abril de 1998. En su quinta carrera en su carrera, el 6 de mayo, lanzó una blanqueada de un solo golpe, sin bases por bolas y 20 ponches contra los Houston Astros en Wrigley Field, empatando a Roger El récord de Clemens para ponches en un juego de nueve entradas y el récord de novato en el juego de Bill Gullickson de 18 ponches en 1980.

#### 1999-2003
Durante el entrenamiento de primavera de 1999, se desgarró su ligamento colateral cubital (UCL). Wood se sometió a la exitosa cirugía de Tommy John para reparar el daño en la UCL en el codo derecho y se perdió toda la temporada de 1999.
Wood regresó en 2000 y tuvo un récord de 8–7, pero la siguiente temporada, volvió a formarse.

#### 2004–2006
Wood tuvo un récord de 8-9 durante la temporada 2004 y estuvo fuera de juego durante casi dos meses con un tríceps tenso.
En 2005, Wood siguió luchando. El 31 de agosto de 2005, Wood se sometió a una cirugía y se perdió el resto de la temporada. Durante el entrenamiento de primavera en 2006, Wood sufrió varias lesiones que requirieron una cirugía adicional (en la rodilla). El 18 de mayo de 2006, Wood regresó a la rotación de lanzadores de los Cachorros cuando comenzó y perdió un partido en casa contra los Washington Nationals.

#### 2007–2008
Con su larga historia de lesiones e incapacidad para permanecer en la rotación inicial, Wood aceptó la oferta de los Cachorros de regresar como lanzador de relevo en 2007.

### Indios de Cleveland
El 13 de diciembre de 2008, Wood firmó un contrato de dos años con los Indios de Cleveland.

### Yankees de Nueva York
Wood fue intercambiado por Andrew Shive Matt Cusick de los New York Yankees el 31 de julio de 2010. Los Yankees ganaron el ALDS 2010 contra los Mellizos de Minnesota en 3 juegos, pero perdieron ante los Rangers de Texas en 6 juegos del ALCS 2010.
Los Yankees anunciaron el 27 de octubre que el club se había negado a ejercer su opción para Wood en 2011.

### Segunda etapa con los Cachorros de Chicago.
El 16 de diciembre de 2010, Wood acordó un contrato de un año por un valor de $ 1.5 millones con los Cachorros.
El 18 de mayo de 2012, Wood se retiró, ponchando al único (y por lo tanto final) bateador que enfrentó, Dayán Viciedo de los Medias Blancas de Chicago.